# آتاکسی حاد مغزی

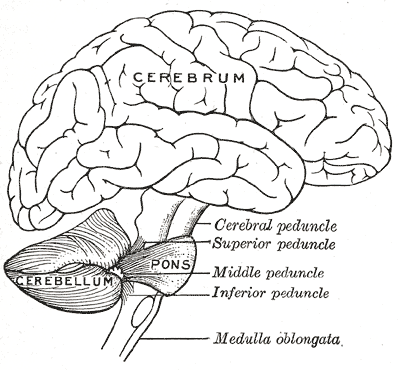
نگاره‌ای نقاشی شده از قسمت های مختلف مغز

آتاکسی حاد مغزی یا آتاکسی پس از عفونت ویروسی توعی آتاکسی یا بی نظمی حرکات است که به دنبال برخی عفونت‌ها ایجاد می‌شود.

## عوامل
آتاکسی حاد مغزی، به دنبال آسیب به مخچه ایجاد می‌شود. این بیماری در کودکان به ویژه زیر ۳ ساله‌ها رایج تر است. عواملی که باعث این بیماری می‌شوند عبارتند از: کوکساکی ویروس، واریسلازوستر، اپشتین بار ویروس، مایکوپلاسما، بیماری کروتزفلد جاکوب و ایدز.
ابتلا به این بیماری پس از تزریق واکسن گارداسیل گزارش شده‌است.

## درمان
درمان‌های رایج شامل:
1. کورتیکواستروئیدها
2. ایمونوگلوبولین وریدی
3. تعویض پلاسمای خون

## تاریخچه
اولین بار این بیماری در سال ۱۸۷۲ گزارش شد.

## برای مطالعهٔ بیشتر
- http://health.nytimes.com/health/guides/disease/acute-cerebellar-ataxia/overview.html%7B%7Bدقیق%7Cdate=August 2015}}
- https://web.archive.org/web/20111021044049/http://www.bettermedicine.com/article/cerebellar-ataxia-syndrome/symptoms%7B%7B%D8%AF%D9%82%DB%8C%D9%82%7Cdate%3DAugust 2015}}
- Acute cerebellar ataxiaدر مدلاین پلاس
- http://www.lifescript.com/Health/A-Z/Conditions_A-Z/Conditions/A/ Acute_cerebellar_ataxia.aspx[نیازمند یادکرد دقیق]